# 돌산 정씨
돌산 정씨(突山鄭氏)는 전라남도 여수시 돌산읍을 본관으로 하는 한국의 성씨이다. 시조는 정응통(鄭應通)이다.

## 참고 자료
- “돌산정씨(突山鄭氏)”. 뿌리를 찾아서.[깨진 링크(과거 내용 찾기)]